# Microtuner
Si definisce microtuner un dispositivo specificamente progettato ed utilizzato per modificare l'intonazione di precisione degli strumenti musicali. Il termine deriva dalla lingua inglese (microtonal tuner, ovvero accordatore o intonatore microtonale).

## Microtuner meccanici negli strumenti a fiato
I primi dispositivi di questo genere furono inventati ed impiegati inizialmente dal costruttore di strumenti a fiato statunitense Conn su alcune cornette, flicorni e sassofoni nella prima metà del XX secolo; un simile ed omonimo meccanismo venne anche adottato in alcuni sassofoni prodotti dai francesi Beaugnier e Dolnet, dai tedeschi Hüller e Keilwerth e da altri costruttori nello stesso periodo.
Il microtuner è un meccanismo a vite applicato allo strumento che permette di effettuare la regolazione della lunghezza del tubo sonoro (e quindi dell'intonazione generale dello strumento) grazie all'azione regolare, progressiva e misurabile di una vite. In sua assenza questa regolazione (che è dell'ordine di millimetri) viene effettuata dal musicista estraendo il tubo in senso longitudinale, quindi con una minore facilità di controllo fine del posizionamento.

## Microtuner elettronici
Si tratta di dispositivi elettronici o software in grado di modificare l'intonazione dei sintetizzatori, sia spostando il La di riferimento a qualsiasi altezza diversa da 440 Hz, sia permettendo l'uso di scale microtonali e intonazioni diverse dal temperamento equabile a dodici semitoni.

### Microtuner meccanici negli strumenti musicali a fiato d'epoca
- (EN) Conn Microtuner, su shwoodwind.co.uk.

### Microtuner hardware
- (EN) FSU Dynamic Microtuning Box, su cs.fsu.edu.
- (EN) H-Pi Instruments Tuning Box TBX1, su h-pi.com. URL consultato il 3 febbraio 2007 (archiviato dall'url originale il 30 settembre 2007).

### Microtuner software e altri programmi per la musica microtonale
- (EN)  alt-tuner VST plug-in (Windows, Mac, Linux)
- (EN) L'il Miss' Scale Oven (Mac), su nonoctave.com.
- (EN) microtuner Max/MSP object, su maxobjects.com.
- (EN) Scala (Windows, Linux, Mac), su xs4all.nl. URL consultato il 22 aprile 2006 (archiviato dall'url originale il 13 febbraio 2001).
- (EN) Tobybear MicroTuner VST plugin (Windows), su tobybear.de.
- (EN) Tonescape (Windows), su tonalsoft.com.